# Thierville-sur-Meuse
Thierville-sur-Meuse è un comune francese di 3 179 abitanti situato nel dipartimento della Mosa nella regione del Grand Est.

## Società

### Evoluzione demografica
Abitanti censiti